# Mattias Tedenby
Mattias Tedenby (ur. 21 lutego 1990 w Värnamo) – szwedzki hokeista, reprezentant Szwecji.
Jego ojciec Robert (ur. 1965) oraz bracia Jonatan (ur. 1992) i Emanuel (ur. 1994) także zostali hokeistami.

## Kariera
- Småland 1 (2005-2006)
- HV71 J18 (2005-2007)
- HV71 J20 (2006-2008)
- HV71 (2007-2010)
- New Jersey Devils (2010-2014)
  -  Albany Devils (2010-2014)
- HV71 (2014-2019)
- HC Davos (2019-2020)
- Witiaź Podolsk (2020-2021)
- Dynama Mińsk (2021-2022)
- HV71 (2022-)

Wychowanek klubu Värnamo GIK. W drafcie NHL z 2008 wybrany przez amerykański klub New Jersey Devils (runda 1, numer 24). Ponadto w KHL Junior Draft w 2009 wybrany przez Atłant Mytiszczi (runda 2, numer 40). Od maja 2010 roku formalnie zawodnik New Jersey Devils. Od tego czasu wielokrotnie przekazywany do klubu farmerskiego, Albany Devils. W czerwcu 2013 przedłużył kontrakt z NJD o rok. W styczniu 2014 prawa w ramach KHL odkupił od Atłanta czeski klub HC Lev Praga, a po kilku dniach oddał je z powrotem do Atłanta. Od sierpnia 2014 ponownie zawodnik HV71. W maju 2015 prawa zawodnicze w ramach KHL nabył klub SKA Sankt Petersburg od Atłanta Mytiszczi. Od maja 2019 do marca 2020 był zawodnikiem szwajcarskiego HC Davos. Od maja 2020 zawodnik Witiazia Podolsk. Z końcem kwietnia 2021 odszedł z klubu. Od 2021 był zawodnikiem białoruskiego Dynama Mińsk. W lipcu 2022 został graczem macierzystego HV71.
Uczestniczył w turnieju mistrzostw świata edycji 2011.

## Sukcesy
Reprezentacyjne
- Brązowy medal mistrzostw świata juniorów do lat 18: 2007
- Srebrny medal mistrzostw świata juniorów do lat 20: 2009
- Brązowy medal mistrzostw świata juniorów do lat 20: 2010
- Srebrny medal mistrzostw świata: 2011

Klubowe
- Złoty medal mistrzostw Szwecji: 2008, 2010, 2017 z HV71
- Srebrny medal mistrzostw Szwecji: 2009 z HV71
- Mistrzostwo konferencji NHL: 2012 z New Jersey Devils

Indywidualne
- Elitserien (2007/2008):
  - Pierwsze miejsce klasyfikacji strzelców wśród juniorów do lat 18: 6 goli
- Elitserien (2009/2010):
  - Pierwsze miejsce klasyfikacji strzelców wśród juniorów do lat 20: 12 goli